# AXEL-V
AXEL-V（アクセルブイ）は、かつて存在した日本のバーチャルYouTuber（バーチャルライバー）グループ。略称はアクブイ。

## 沿革
2020年11月4日、Twitter 始動。2021年6月6日、公式ホームページ公開。2021年10月30日、水久良かなるが卒業。
2022年10月16日、運営のサポート・プロデュース能力の不足と資金不足から解散。亜玖魔サキ、水蜜ももは解散と同時にバーチャルYouTuberを卒業、来音こくり、火之神ひこねは個人としてYouTuber活動を継続することとなった。

## かつて所属していたタレント
記載の順番は公式ウェブサイトの「MEMBER」に準ずる。（）内はYouTubeでの活動期間。
- 亜玖魔サキ（）（2021年1月17日[6] - 2022年10月16日[4]）
- 来音こくり（）（2020年11月26日[7]）
- 水蜜もも（）（2020年11月25日[8] - 2022年10月16日[4]）
- 火之神ひこね（）（2020年11月24日[9]）
- 水久良かなる（）（2020年11月27日[10] - 2021年10月30日[3]）